# مقتدی (خلیفه)
المقتدی (نام کامل وی: أبوالقاسم عبدالله بن محمد بن القائم بأمر الله و ملقب به المقتدی بأمر الله) (درگذشته به سال ۴۸۷ هجری/۱۰۹۴ میلادی) بیست و هفتمین خلیفه عباسی در بغداد بود که از سال ۱۰۷۵ تا ۱۰۹۴ میلادی فرمان راند. هنگامی که مقتدی به خلافت رسید، نوزده سال داشت که پس از مرگ پدربزرگش قائم، برای او بیعت گرفته شد. ملکشاه سلجوقی، در زمان او قدرتمندترین سلطان بود. سلطان سلجوقی برای خلیفه احترام تمام قائل بود، اما عملاً بصورت کامل رسمی قدرت بیشتری از خلیفه داشت. سلطان سلجوقی، دخترش را به عقد نکاح خلیفه درآورد. او امید داشت که از این ازدواج پسری به دنیا آید، اما چنین نشد. دختر سلطان، بغداد را ترک گفت و به دربار اصفهان رفت. در این زمان روابط سلطان سلجوقی و خلیفه به تیرگی گرایید. از یک سو سلطان سلجوقی دخالت خلیفه را در امور سیاسی جایز نمی‌دانست و از سوی دیگر خلیفه از قدرت گرفتن ملکشاه هراسناک بود، به طوری که ملکشاه قصد تصرف بغداد را کرد، اما با کشته شدن ملکشاه، موفق به انجام این کار نشد و در اصفهان جنگ قدرت که به وسیله همسر فوق‌العاده قدرتمند و پرنفوذ ملکشاه را افتاده بود ترکان خاتون برای این که فرزندش محمود را پادشاه کند خلیفه را تهدید به فتح بغداد و قول این که هر چه بخواهد به او بدهد و دست به معامله سیاسی زد که اگر پسرش را به رسمیت بشناسد پسر خلیفه که در اصفهان دارالخلافه را انداخت بود و این امر قدرت خلیفه را تضعیف کرد بود را به او تحویل بدهد خلیفه پسر ترکان خاتون را به رسمیت شناخت و ترکان خاتون رسما جانشین همسرش ملکشاه شد و تمام قدرت را در دست گرفت و خلیفه از دستور ترکان خاتون پیروی می کرد. خلیفه مقتدی، مردی متدین بود و همتی بلند و نفسی نیرومند داشت، او آوازه خوانی را در بغداد و اطراف آن ممنوع کرد. با مرگ وی، خلافت به ابوالعباس احمد مستظهر رسید.